# Минимаксное выворачивание
Минимаксное выворачивание — это класс выворачиваний сферы с помощью промежуточных моделей.
Это вариационный метод и состоит из специальных гомотопий (которые являются кратчайшими путями по энергии Уиллмора).
Исходный метод промежуточных моделей не был оптимальным — регулярные гомотопии проходят через промежуточные модели, но путь от круглой сферы к промежуточной модели был построен вручную и не был градиентным подъёмом/спуском.
Выворачивания через промежуточные модели называются кисетными выворачиваниями.

## Промежуточные модели
Промежуточная модель является погружением сферы {\displaystyle S^{2}} в {\displaystyle \mathbb {R} ^{3}} и называется она так, поскольку является промежуточной фазой выворачивания сферы. Этот класс выворачивания имеет временну́ю симметрию — первая половина регулярной гомотопии переводит обычную круглую сферу в промежуточную модель, а вторая половина (которая переводит промежуточную модель в вывернутую сферу) является тем же процессом в обратном порядке.

## Объяснение
Роб Кушнер предложил оптимальную версию выворачивания с помощью энергии Уиллмора на пространстве всех погружений сферы {\displaystyle S^{2}} в {\displaystyle \mathbf {R} ^{3}}.
Круглая сфера и вывернутая круглая сфера являются единственными глобальными минимумами для энергии Уиллмора, а минимаксное выворачивание является путём, соединяющим эти состояния через седловую точку (подобно путешествию между двумя долинами через тропу в горах).
Промежуточные модели Кушнера являются седловыми точками для энергии Уиллмора, возникающие (согласно теореме Брайана) из определённых полных минимальных поверхностей в трёхмерном пространстве. Минимаксное выворачивание состоит из градиентного подъёма от круглой сферы к промежуточной модели, затем градиентного спуска к вывернутой сфере (градиентный спуск по энергии Уиллмора называется потоком Уиллмора). Более симметрично, начинаем с промежуточной модели, двигаемся в одном направлении и проходим вниз по потоку Уиллмора к круглой сфере, затем двигаемся в противоположном направлении по потоку Уиллмора к вывернутой сфере.
Имеется два семейства промежуточных моделей (это наблюдение принадлежит Фрэнсису и Морину):
- нечётный порядок: обобщение поверхности Боя: 3-кратная, 5-кратная и т. д. симметрия. Промежуточная модель является дважды накрытой проективной плоскостью (в общем случае 2-1 вложенной сферой).
- чётный порядок: обобщение поверхности Морина: 2-кратная, 4-кратная, и т. д. симметрия. Промежуточная модель в общем случае является 1-1 вложенной сферой, а полуоборот меняет местами поверхности сферы.

## История
Первое явно определённое выворачивание сферы предложили Шапиро и Филлипс в начале 1960-х годов с помощью поверхности Боя в качестве промежуточной модели. Позднее Морин обнаружил поверхность (носящую теперь его имя) и использовал её для построения других выворачиваний сферы. Кушнер придумал минимаксное выворачивание в начале 1980-х — исторические детали.